# Willi Kleinoschegg
Wilhelm Kleinoschegg (* 20. Dezember 1885 in Graz, Österreich-Ungarn; † 1. September 1955 in Dresden) war ein deutscher Schauspieler.

## Leben

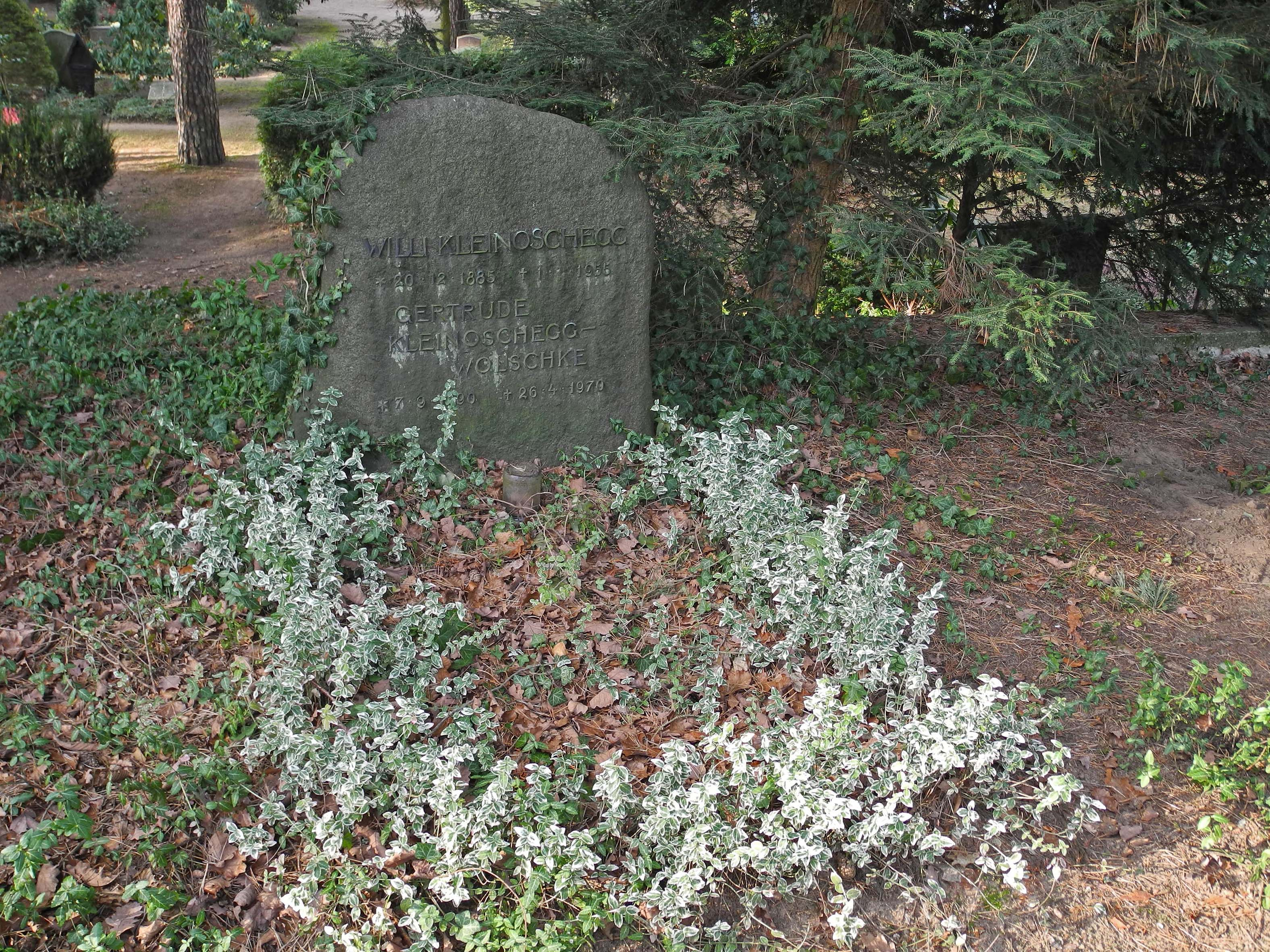
Grab von Willi Kleinoschegg auf dem Waldfriedhof Dresden-Weißer Hirsch

Willi Kleinoschegg begann seine schauspielerische Ausbildung am Wiener Burgtheater und setzte sie später an der Reicherschen Schauspielschule in Berlin fort. Er wurde von Alexander Strakosch und Adolph L’Arronge unterrichtet. Anschließend trat er an verschiedenen Bühnen in Bielefeld, Jena, Hirschberg und Aachen auf, wo er Helden und jugendliche Liebhaber spielte. 1913 zog er nach Dresden und wirkte am damaligen Albert-Theater unter Intendant Maximus René. 1915 wechselte er, von Intendant Nikolaus Graf von Seebach entdeckt, an das Dresdner Hoftheater. Fast vierzig Jahre war er an den Sächsischen Staatstheatern in Dresden tätig. Für seine Darstellung des Lenin in Nikolai Pogodins Schauspiel Das Glockenspiel des Kreml wurde er 1951 mit dem Nationalpreis der DDR ausgezeichnet.
Sein Filmdebüt hatte Kleinoschegg 1918 in einer Nebenrolle in Rudi Bachs Stummfilm Arme kleine Eva, eine Verfilmung des gleichnamigen Romans von Paul Langenscheidt zur Thematik Schwangerschaftsabbruch, der später zensiert und gekürzt wurde. Erst zum Ende seiner Schauspielkarriere war Kleinoschegg wieder auf der Leinwand zu sehen. Hierbei spielte er jeweils die Rolle des Vaters einer Hauptfigur in zwei von der DEFA produzierten Literaturverfilmungen: zunächst 1951 in  Corinna Schmidt (nach Theodor Fontanes Frau Jenny Treibel) und 1954 in Pole Poppenspäler.
Seine letzte Ruhestätte fand Kleinoschegg auf dem Waldfriedhof Weißer Hirsch in Dresden.

## Filmografie
- 1918: Arme kleine Eva
- 1951: Corinna Schmidt
- 1954: Pole Poppenspäler

## Theater
- 1926: Max Mohr: Platingruben in Tulpin (Columbus Meier) – Regie: Georg Kiesau (Sächsische Staatstheater Dresden – Schauspielhaus)
- 1929: Gerhard Menzel: Fern-Ost – Regie: Josef Gielen (Sächsische Staatstheater Dresden – Schauspielhaus)
- 1932: Johann Wolfgang von Goethe: Götz von Berlichingen – Regie: Josef Gielen (Sächsische Staatstheater Dresden – Schauspielhaus)
- 1932: Sigmund Graff/Carl Ernst Hintze: Die endlose Straße – Regie: Georg Kiesau (Sächsische Staatstheater Dresden – Schauspielhaus)
- 1940: Curt Goetz: Der Lügner und die Nonne – Regie: Georg Kiesau (Sächsische Staatstheater Dresden – Schauspielhaus)
- 1940: Hanns Gobsch: Maria von Schottland – Regie: Karl Hans Böhm (Sächsische Staatstheater Dresden – Schauspielhaus)
- 1942: Johannes von Guenther: Der Kreidekreis – Regie: Rudolf Schröder (Sächsische Staatstheater Dresden – Schauspielhaus)
- 1943: Otto Erler: Die Blutsfreunde – Regie: Rudolf Schröder (Sächsische Staatstheater Dresden – Schauspielhaus)
- 1943: William Shakespeare: Hamlet (König Claudius) – Regie: Georg Kiesau (Sächsische Staatstheater Dresden – Schauspielhaus)
- 1947: Konstantin Simonow: Die russische Frage (MacPherson) – Regie: Albert Fischel (Staatstheater Dresden)
- 1949: Vercors: Das Schweigen des Meeres – Regie: Otto Dierichs (Staatstheater Dresden)
- 1951: Nikolai Pogodin: Das Glockenspiel des Kreml (Lenin) – Regie: Martin Hellberg (Staatstheater Dresden)
- 1952: Nikolai Pogodin: Der Mann mit dem Gewehr (Lenin) – Regie: Guido Reif (Staatstheater Dresden)
- 1953: Erwin Strittmatter: Katzgraben (Parteisekretär) – Regie: Bertolt Brecht (Berliner Ensemble)

## Auszeichnungen
- Aus Anlass des 50. Geburtstages von Adolf Hitler wurde er am 20. April 1939 zum Staatsschauspieler ernannt.[4]
- 1951: Nationalpreis der DDR III. Klasse für Kunst und Literatur